# Sahlenburg
Sahlenburg (niederdeutsch Sahlenborg) ist ein Ortsteil der Mittelstadt Cuxhaven sowie ein Erholungsort an der niedersächsischen Nordseeküste. Sahlenburg ist eines der Touristenzentren im Cuxland.

## Geografie
|  | Duhnen                                      | Stickenbüttel |
|  | Kompassrose, die auf Nachbargemeinden zeigt |               |
|  | Berensch-Arensch                            | Holte-Spangen |

(Quelle:)

## Geschichte
Auf 18.000 v. Chr. werden die ersten Funde von Feuersteinwerkzeugen eiszeitlicher Rentierjäger im Sahlenburger Pennworthmoor datiert. 1325 wurde die Sahlenburg der Herren von Lappe, einem Adelsgeschlecht, erstmals urkundlich erwähnt. Um 1400 verlegten die Grundherren ihren Wohnsitz in eine Steinburg nach Ritzebüttel. Dieses Gebäude gilt als Vorläufer für das Schloss Ritzebüttel. Eine sichere Erklärung für den Ortsnamen „Sahlenburg“ gibt es bis heute nicht.
Die Gemeinden Arensch, Berensch, Cuxhaven, Döse, Duhnen, Groden, Gudendorf, Holte, Insel Neuwerk, Oxstedt, Ritzebüttel, Sahlenburg, Spangen, Stickenbüttel, Süder- und Westerwisch gehörten bis 1864 dem hamburgischen Amt Ritzebüttel und danach der Landherrenschaft Ritzebüttel an. 1871 bekam Sahlenburg mit der Einführung der Hamburgischen Gemeindeordnung eine eigene Gemeindevertretung.

Im September 1906 wurde das erste deutsche Seehospital auf einem rund 35 Hektar großen Heidegrundstück eröffnet. Es wurde von der Nordheim-Stiftung errichtet. Das Mathilde-Emden-Haus von 1914 stiftete die Hamburger Kauffrau Mathilde Emden. Das Helios-Seehospital Sahlenburg betreibt seit 2006 die Anlage. Die Anlage wurde zum Ende des Jahres 2021 aufgegeben.
1926 gingen die Gemeinden Arensch, Berensch, Duhnen, Groden, Gudendorf, Holte, Insel Neuwerk, Oxstedt, Sahlenburg, Spangen, Stickenbüttel, Süder- und Westerwisch in der Landherrenschaft Hamburg auf. Mit dem Groß-Hamburg-Gesetz vom 1. April 1937 gingen die Gemeinden Arensch, Berensch, Gudendorf, Oxstedt, Sahlenburg, Holte und Spangen an den Kreis Hadeln, Regierungsbezirk Stade der preußischen Provinz Hannover. 1939 wurde die Johannes-Kirche eingeweiht.
Sahlenburg war Standort einer Küstenfunkstelle.

### Eingemeindungen
Sahlenburg wurde am 1. Juni 1970 in die Stadt Cuxhaven eingemeindet.

### Einwohnerentwicklung
| Jahr | Einwohner | Quelle |
| ---- | --------- | ------ |
| 1866 | 136       | [ 6 ]  |
| 1871 | 131       | [ 6 ]  |
| 1910 | 371       | [ 7 ]  |
| 1925 | 414       | [ 8 ]  |
| 1933 | 453       | [ 8 ]  |

| Jahr | Einwohner | Quelle |
| ---- | --------- | ------ |
| 1939 | 0837      | [ 8 ]  |
| 1950 | 1345      | [ 1 ]  |
| 1956 | 1537      | [ 1 ]  |
| 2006 | 3578      | [ 9 ]  |
| 2018 | 2951      | [ 2 ]  |

|  |

|  |

## Religion
Die evangelisch-lutherische Johannes-Kirche gehört zum Kirchenkreis Cuxhaven-Hadeln der Evangelisch-lutherischen Landeskirche Hannover. Das 1939 erbaute Gotteshaus steht an der Nordheimstraße.
Die katholische Hauskapelle St. Pius befindet sich im Familienferienheim Stella Maris, sie wurde nach Papst Pius X. benannt. Das 1963 erbaute Familienferienheim wird heute vom Kolpingwerk getragen und befindet sich an der Oskar-von-Brock-Straße. Es wird von einem 2008 gegründeten Förderverein unterstützt.
Die Kirche der neuapostolischen Gemeinde Cuxhaven steht an der Spanger Straße. Am 1. Dezember 1952 wurde die neuapostolische Gemeinde Sahlenburg gegründet, die 2018 mit der neuapostolischen Gemeinde Cuxhaven zusammengeschlossen wurde. Gotteshaus der fusionierten Gemeinde ist die 1995 erbaute Kirche in Sahlenburg.

## Politik

### Ortsrat
Der Ortsrat von Sahlenburg setzt sich aus neun Ratsmitgliedern (drei Ratsfrauen und sechs Ratsherren) folgender Parteien zusammen:
- CDU: 4 Sitze
- SPD: 2 Sitze
- Grüne: 2 Sitze
- Die Cuxhavener: 1 Sitz

(Stand: Kommunalwahl 12. September 2021)

### Ortsbürgermeister
Die Ortsbürgermeisterin von Sahlenburg ist Claudia Bönnen (CDU). Ihr Stellvertreter ist Sebastian Schlagmann (Die Cuxhavener).

### Wappen
Der Entwurf des Kommunalwappens von Sahlenburg stammt von dem Heraldiker und Wappenmaler Albert de Badrihaye, der zahlreiche Wappen im Landkreis Cuxhaven erschaffen hat.
| Wappen von Sahlenburg | Blasonierung: „Wellengeteilt von Blau und Silber; oben: eine silberne fliegende Möwe; unten: eine rote Zinnenmauer.“ |
| Wappen von Sahlenburg | Wappenbegründung: Die Möwe versinnbildlicht die Lage des Ortes an der Nordsee, desgleichen die Wellen; beide weisen zugleich auf den Charakter des Orts als Seebad hin. Die Zinnenmauer erinnert an die Endsilbe im Ortsnamen. |

### Städtepartnerschaft
- Theix, Gemeinde in Frankreich, seit 1995[16]

## Kultur und Sehenswürdigkeiten

### Bauwerke
- Johannes-Kirche von 1939 (Nordheimstraße 26)
- Neuapostolische Kirche (Spanger Straße 24)
- Helios Seehospital (Nordheimstraße 201)

### Naturdenkmale
- Schwarzer Deich (Verordnungsdatum 5. März 1938)
- Eiche und Eibe (Verordnungsdatum 28. Juni 1952)

### Fotogalerie

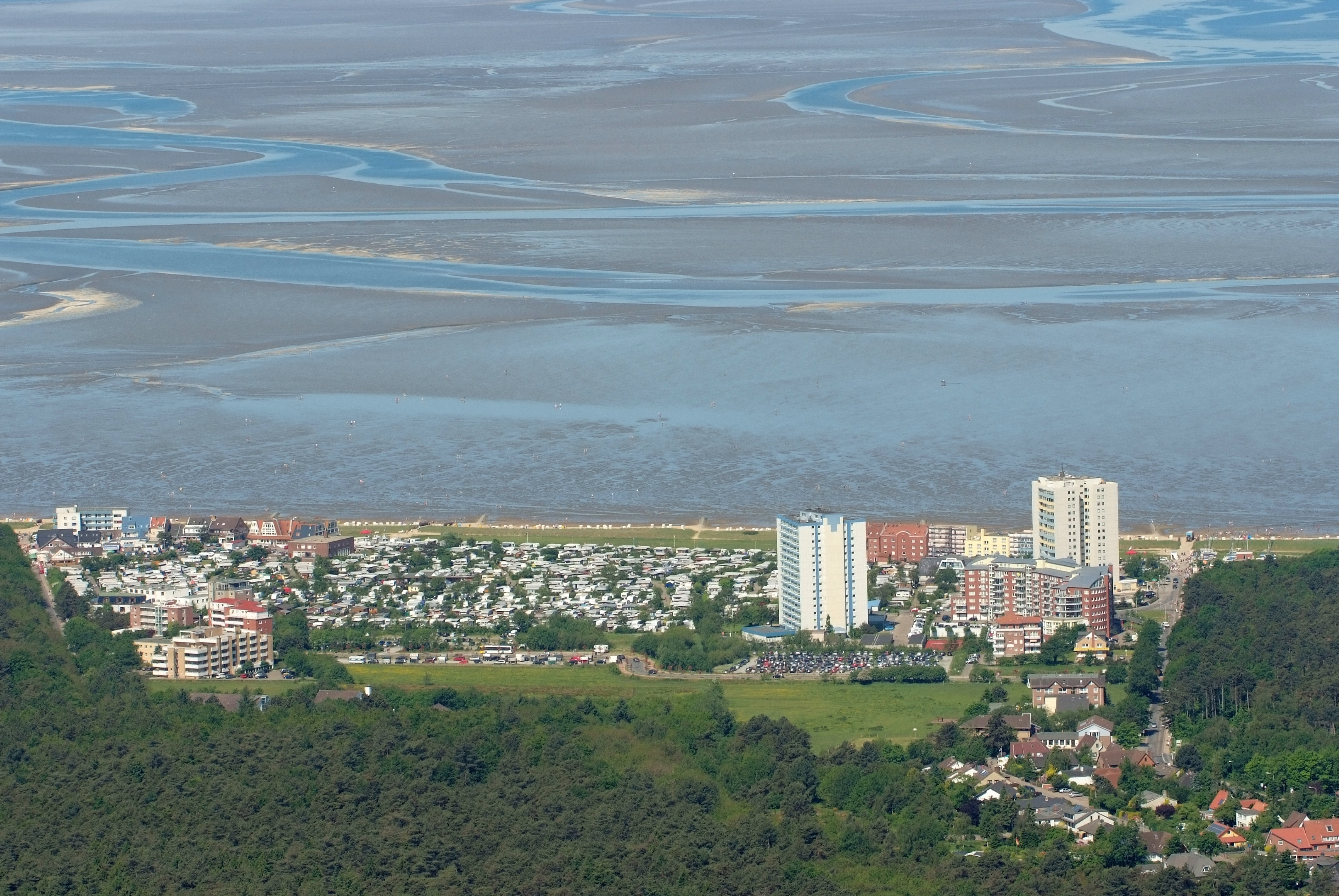
Sahlenburg 2012
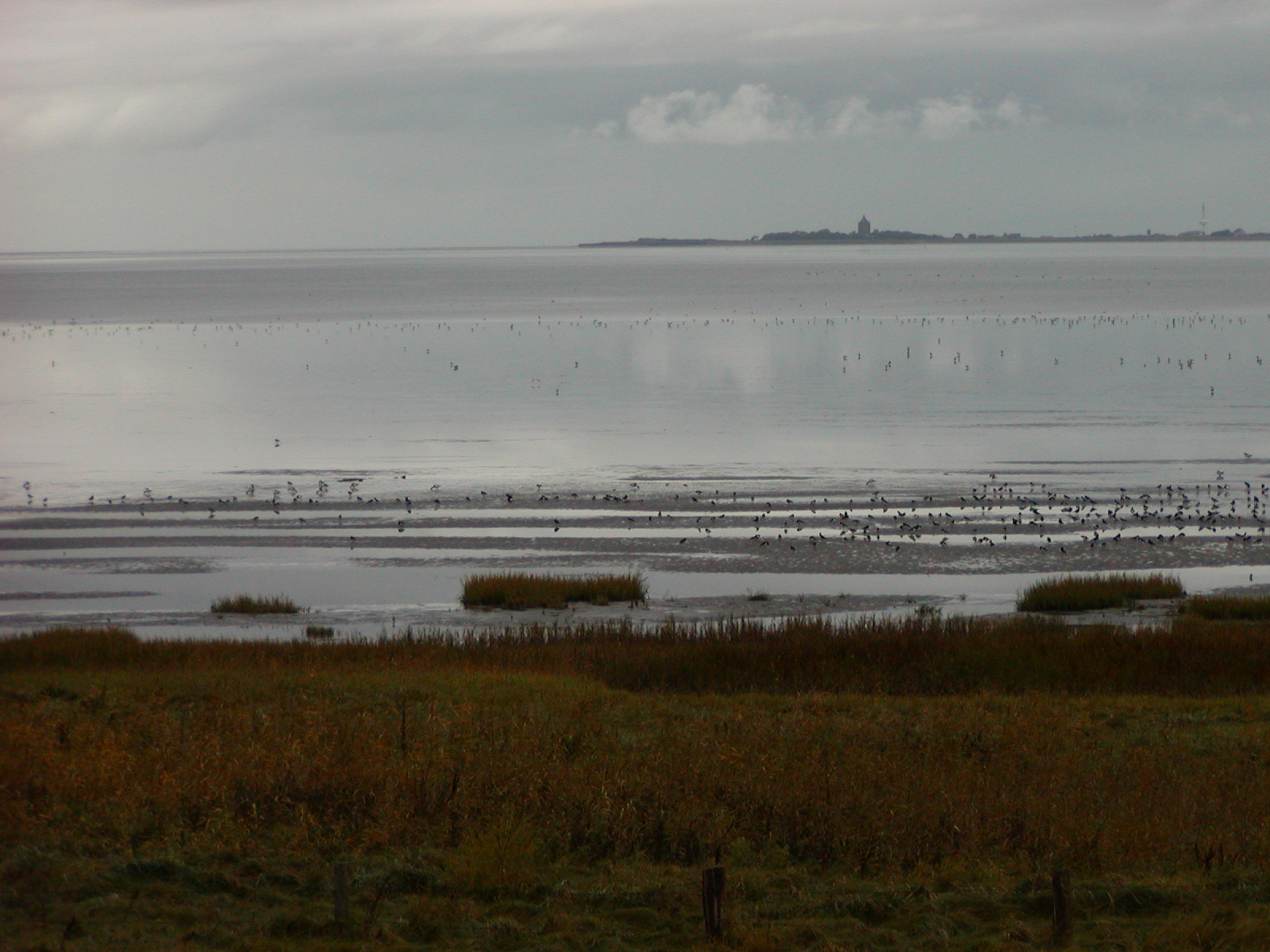
Blick über das Watt nach Neuwerk
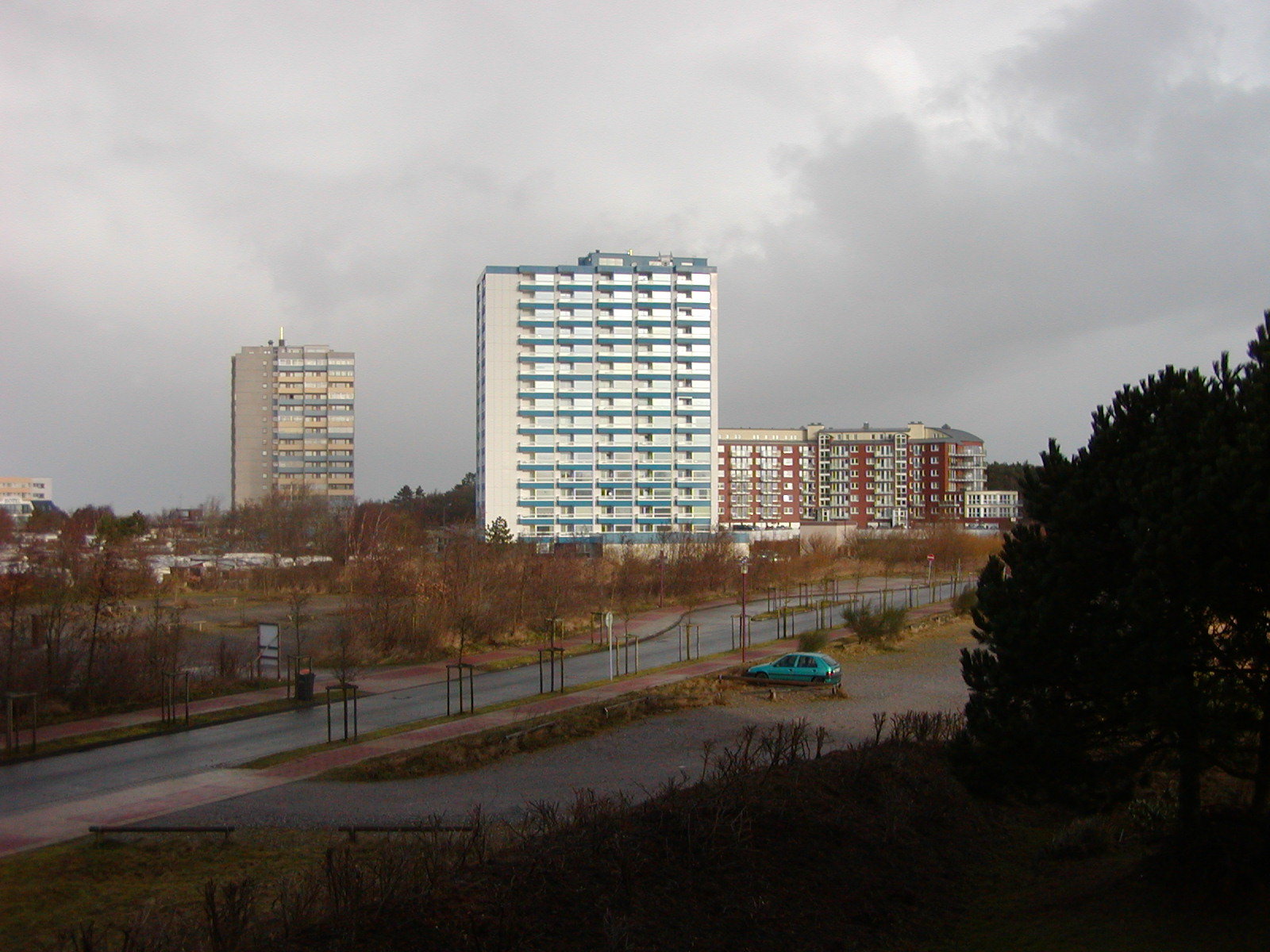
Hochhäuser in Sahlenburg
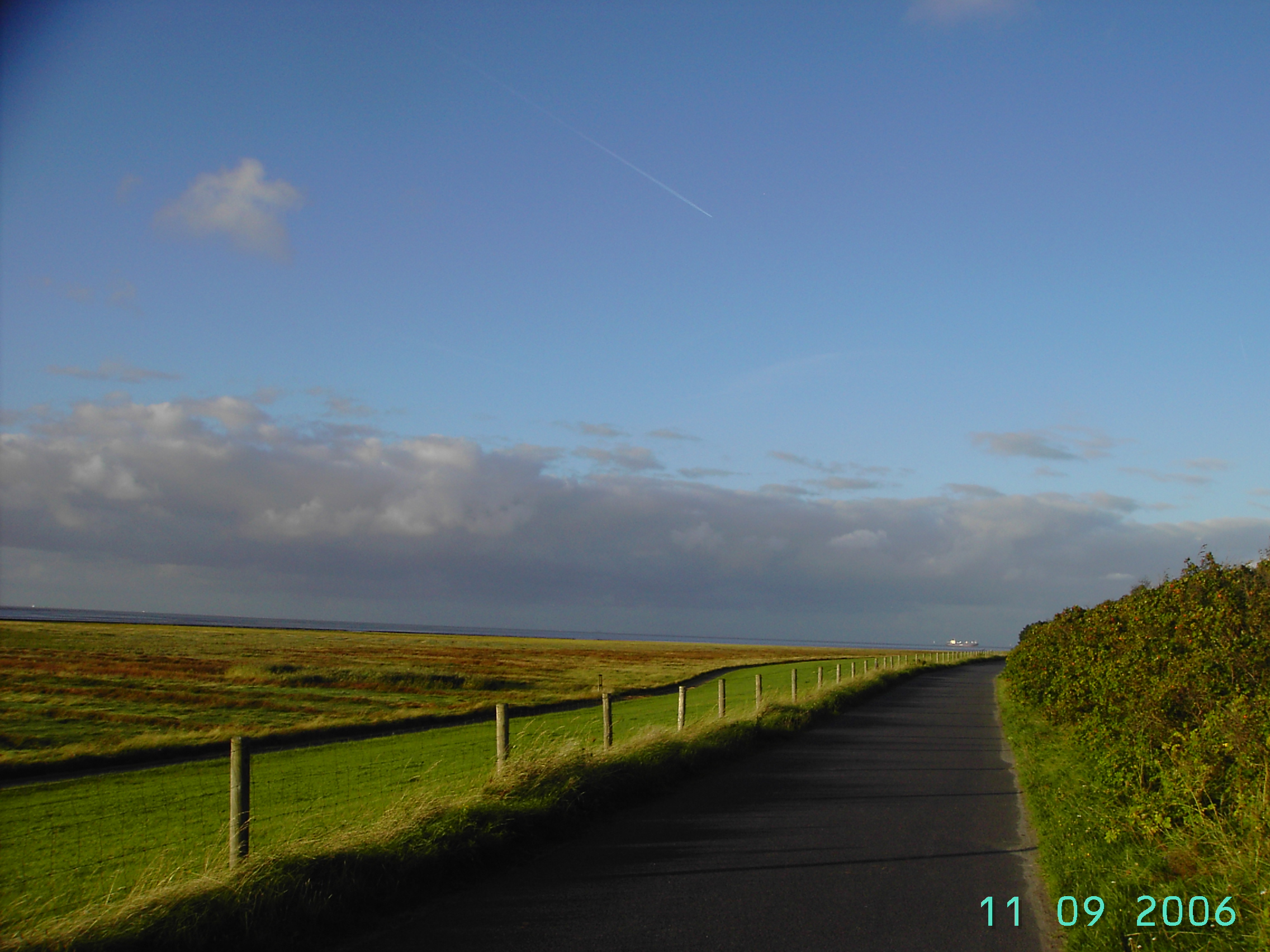
Wanderweg nach Duhnen am Meer
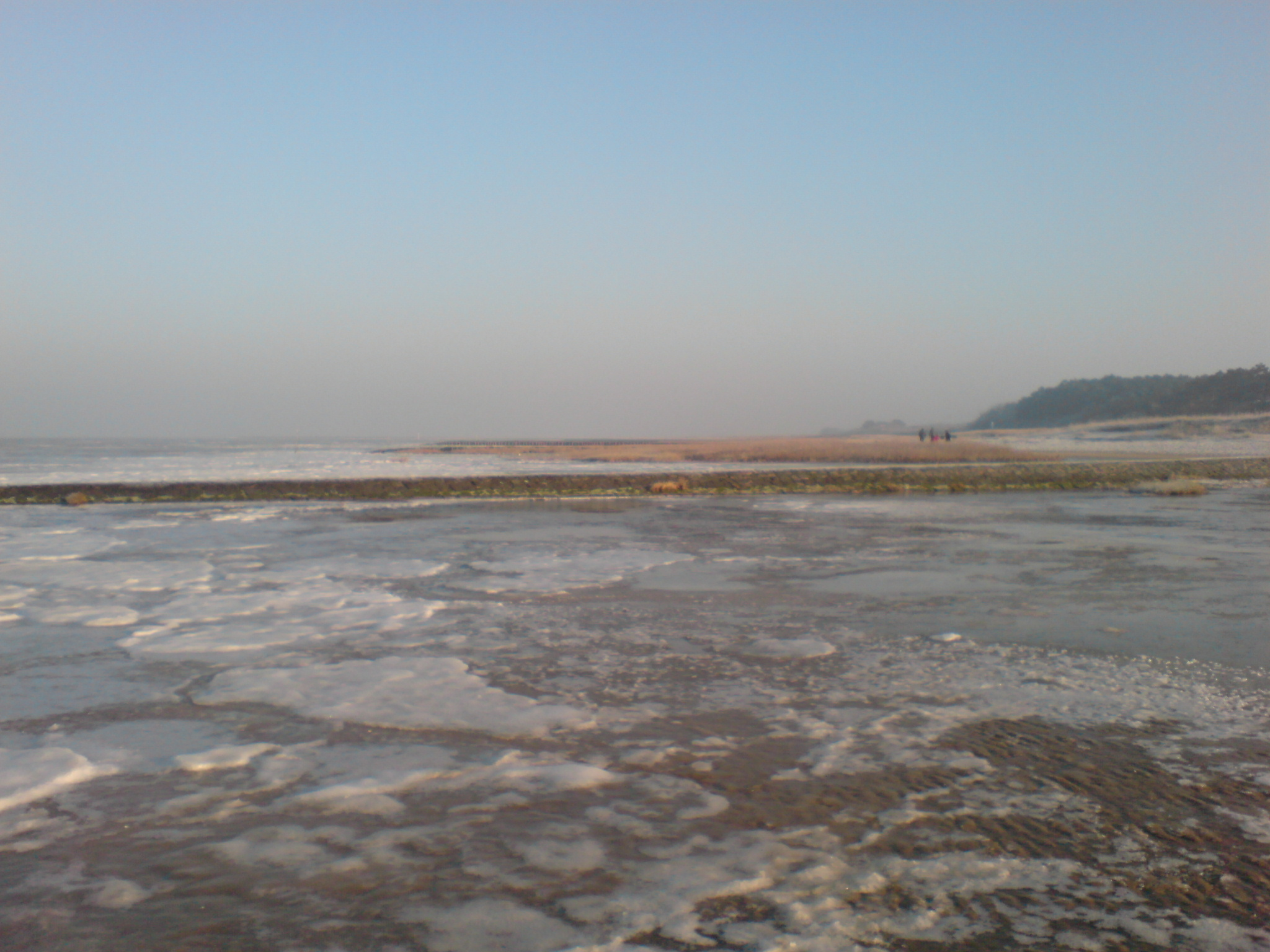
Watt in Sahlenburg im Winter

## Wirtschaft und Infrastruktur

### Unternehmen
Sahlenburg gilt wie Döse als Familienbadeort, da die Preise hier im Allgemeinen niedriger sind als zum Beispiel in Duhnen. Bei den Touristen sind der Sahlenburger Strand und das Waldfreibad beliebt. Neben der Möglichkeit, im Sommer bei Flut im Meer zu baden, bieten sich auch Spaziergänge in die Duhner Heide und in den Wernerwald, in dem das Naturschutzgebiet Finkenmoor liegt, sowie nach Duhnen und zur Insel Neuwerk an. Nach Neuwerk fahren täglich Pferdekutschen, die sogenannten Wattwagen. Geprägt wird Sahlenburg durch zwei große Campingplätze. Außerdem sind bereits aus großer Entfernung zwei Hochhäuser zu sehen.

### Bildung
In Sahlenburg befindet sich die Sahlenburger Grundschule.

### Verkehr
Sahlenburg ist in weiten Teilen verkehrsberuhigt. An der Hans-Retzlaff-Straße befinden sich öffentliche Großraumparkplätze für Tagesbesucher. Weitere öffentliche Parkmöglichkeiten bestehen entlang der Wernerwaldstraße und der Oskar-von-Brock-Straße. Der ÖPNV verbindet den Ortsteil mit dem Bahnhof Cuxhaven (ZOB).

## Persönlichkeiten
Personen, die mit dem Ort in Verbindung stehen
- Marcus Nordheim (1812–1899), jüdischer Kaufmann, von seinen Testamentsvollstreckern wurde die Nordheim-Stiftung ins Leben gerufen und diese erbaute das Seehospital, eine Straße in Sahlenburg erinnert an den Kaufmann (Nordheimstraße)
- August Jauch (1848–1930), holsteinischer Gutsherr und Hamburger Politiker, war im Vorstand der Nordheim-Stiftung in Sahlenburg
- Hugo Groothoff (1851–1918), Architekt, baute das Seehospital
- Karl Waller (1892–1963), Lehrer und Heimat- und Vorgeschichtsforscher des Elbe-Weser-Raumes, Kulturpfleger der Stadt Cuxhaven, unter seiner Leitung fanden Ausgrabungen und Notbergungen u. a. in Sahlenburg statt
- Rudolf Robbert (* 1947), Politiker (SPD), gehörte zum Ortsrat von Sahlenburg